# جبل فيشت
جبل فيشت (بالروسية: Фишт)‏ هي قمة تقع في جبال القوقاز الغربية، في جمهورية أديغيا، جنوب غرب روسيا، هي أعلى قمة في الغرب من منطقة شمال القوقاز، حيث توجد أنهار جليدية على منحدراتها، وصدوع كبيرة في الصخور.